# Hauteville-la-Guichard
Hauteville-la-Guichard és un municipi francès situat al departament de la Manche i a la regió de Normandia. L'any 2007 tenia 432 habitants.

## Demografia

### Població
El 2007 la població de fet d'Hauteville-la-Guichard era de 432 persones. Hi havia 168 famílies de les quals 44 eren unipersonals (24 homes vivint sols i 20 dones vivint soles), 52 parelles sense fills, 68 parelles amb fills i 4 famílies monoparentals amb fills.
La població ha evolucionat segons el següent gràfic:
Habitants censats

### Habitatges
El 2007 hi havia 229 habitatges, 174 eren l'habitatge principal de la família, 44 eren segones residències i 11 estaven desocupats. 220 eren cases i 5 eren apartaments. Dels 174 habitatges principals, 138 estaven ocupats pels seus propietaris, 33 estaven llogats i ocupats pels llogaters i 3 estaven cedits a títol gratuït; 1 tenia una cambra, 6 en tenien dues, 19 en tenien tres, 46 en tenien quatre i 102 en tenien cinc o més. 137 habitatges disposaven pel capbaix d'una plaça de pàrquing. A 87 habitatges hi havia un automòbil i a 80 n'hi havia dos o més.

### Piràmide de població
La piràmide de població per edats i sexe el 2009 era:
| Homes | Edats   | Dones |
| ----- | ------- | ----- |
| 0     | 95 o +  | 0     |
| 4     | 90 a 94 | 0     |
| 0     | 85 a 89 | 8     |
| 0     | 80 a 84 | 4     |
| 16    | 75 a 79 | 8     |
| 12    | 70 a 74 | 16    |
| 8     | 65 a 69 | 8     |
| 8     | 60 a 64 | 12    |
| 0     | 55 a 59 | 4     |
| 20    | 50 a 54 | 16    |
| 16    | 45 a 49 | 16    |
| 20    | 40 a 44 | 16    |
| 4     | 35 a 39 | 8     |
| 16    | 30 a 34 | 16    |
| 20    | 25 a 29 | 8     |
| 12    | 20 a 24 | 8     |
| 12    | 15 a 19 | 4     |
| 8     | 10 a 14 | 8     |
| 8     | 5 a 9   | 8     |
| 16    | 0 a 4   | 4     |

## Economia
El 2007 la població en edat de treballar era de 258 persones, 202 eren actives i 56 eren inactives. De les 202 persones actives 190 estaven ocupades (97 homes i 93 dones) i 12 estaven aturades (6 homes i 6 dones). De les 56 persones inactives 20 estaven jubilades, 17 estaven estudiant i 19 estaven classificades com a «altres inactius».

### Ingressos
El 2009 a Hauteville-la-Guichard hi havia 166 unitats fiscals que integraven 419 persones, la mediana anual d'ingressos fiscals per persona era de 16.148 €.

### Activitats econòmiques
Dels 19 establiments que hi havia el 2007, 1 era d'una empresa de fabricació d'altres productes industrials, 5 d'empreses de construcció, 3 d'empreses de comerç i reparació d'automòbils, 1 d'una empresa immobiliària, 4 d'empreses de serveis, 1 d'una entitat de l'administració pública i 4 d'empreses classificades com a «altres activitats de serveis».
Dels 7 establiments de servei als particulars que hi havia el 2009, 2 eren fusteries, 2 lampisteries, 2 perruqueries i 1 veterinari.
L'únic establiment comercial que hi havia el 2009 era una botiga de menys de 120 m².
L'any 2000 a Hauteville-la-Guichard hi havia 43 explotacions agrícoles que ocupaven un total de 1.560 hectàrees.

## Equipaments sanitaris i escolars
El 2009 hi havia una escola elemental integrada dins d'un grup escolar amb les comunes properes formant una escola dispersa.

## Poblacions més properes
El següent diagrama mostra les poblacions més properes.